# Thomas & Sarah
Thomas & Sarah is een Britse serie uitgezonden door ITV in 1979. De enige spin-off van de BAFTA Award-winnende  serie Upstairs, Downstairs, met John Alderton en Pauline Collins volgende op hun rollen in Upstairs, Downstairs.
Aan het eind van Upstairs, Downstairs in 1975 waren er veel plannen voor een spin-off, en het idee voor Thomas & Sarah had oorspronkelijk de naam In Confidence, geschreven door Alfred Shaughnessy en John Hawkesworth. Michael Grade ging akkoord om een programma te maken met John Alderton en Pauline Collins, nu een getrouwd televisie-echtpaar. In oktober 1977 ging men aan de gang met mensen die aan Upstairs, Downstairs hadden meegewerkt.
Thomas & Sarah volgt de avonturen van Thomas Watkins, de chauffeur, en Sarah Moffat, de dienstbode, nadat zij hun baan op Eaton Place in 1910 hadden verlaten. Sarah is zwanger en zo begint hun nieuwe leven. Thomas begint een garagebedrijf.

## Afleveringen
- Birds of a Feather
- The Silver Ghost
- The Biters Bit
- The Vanishing Lady
- Made In Heaven
- Alma Mater
- A Day at the Metropole
- The Poor Young Widow of Peckham
- There Is A Happy Land
- Return to Gethyn
- Putting On The Ritz.
- The New Rich
- Love Into Three Won't Go

## Tweede serie
In juli 1979 werd een tweede serie gestart. De namen van de vier afleveringen zijn: "Where There's A Will", "For Richer, For Poorer", "Favours" en "Flying the Foam"